# Juvelize
Juvelize – miejscowość i gmina we Francji, w regionie Grand Est, w departamencie Mozela.
Według danych na rok 1990 gminę zamieszkiwało 107 osób, a gęstość zaludnienia wynosiła 14 osób/km² (wśród 2335 gmin Lotaryngii Juvelize plasuje się na 938. miejscu pod względem liczby ludności, natomiast pod względem powierzchni na miejscu 777.).